# Lebeniye
Lebeniye o Lebeniye çorbası és una sopa (çorba) de la cuina del sud de Turquia feta amb iogurt, arròs, carn (carn picada o en petits trossos), i un rovell d'ou com ingredients bàsics. Su nom ve de la paraula leben que significa iogurt a l'àrab.